# Sperchon avimontis
Sperchon avimontis är en kvalsterart som beskrevs av Herbert Habeeb 1957. Sperchon avimontis ingår i släktet Sperchon och familjen Sperchonidae. Inga underarter finns listade i Catalogue of Life.